# Frosttjärnen
Frosttjärnen är en sjö i Rättviks kommun i Dalarna och ingår i Dalälvens huvudavrinningsområde. Sjön har en area på 0,0528 kvadratkilometer och ligger 300 meter över havet. Sjön avvattnas av vattendraget Buskan.

## Delavrinningsområde
Frosttjärnen ingår i det delavrinningsområde (676801-147520) som SMHI kallar för Mynnar i Ljugaren. Medelhöjden är 293 meter över havet och ytan är 19,32 kvadratkilometer. Det finns inga avrinningsområden uppströms utan avrinningsområdet är högsta punkten. Buskan som avvattnar avrinningsområdet har biflödesordning 4, vilket innebär att vattnet flödar genom totalt 4 vattendrag innan det når havet efter 291 kilometer. Avrinningsområdet består mestadels av skog (90 procent). Avrinningsområdet har 0,16 kvadratkilometer vattenytor vilket ger det en sjöprocent på 0,8 procent.